# Identifizierung (Zoologie)

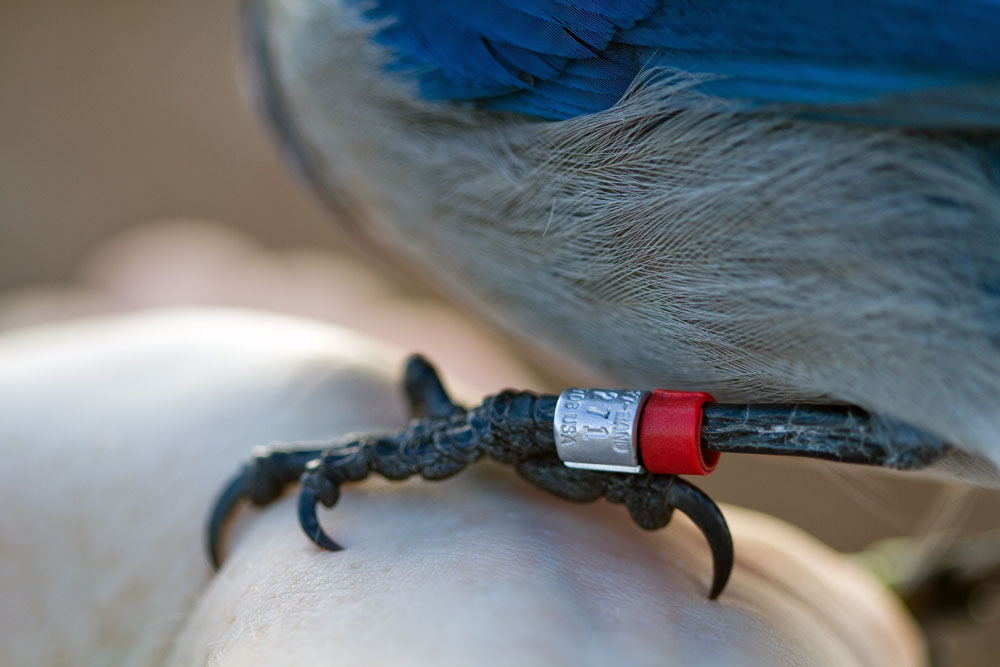
Beringtes Individuum eines Florida-Buschhähers

Unter Identifizierung wird in der Biologie die Wiedererkennung eines individuellen Lebewesens verstanden. Sie ist von der Bestimmung zu unterscheiden, der Zuordnung eines bislang unbekannten Individuums zu einer Art oder höheren taxonomischen Einheit. In Anlehnung zum Gebrauch in der englischen Sprache wird „Identifizierung“ (identification) mitunter aber auch gleichbedeutend mit „Bestimmung“ verwendet.
Identifizierung individueller Lebewesen ist in der biologischen Feldforschung im Regelfall nicht üblich oder erforderlich. Ausnahmen bestehen besonders in zwei Teilbereichen:

## Identifizierung zur Erforschung des Verhaltens
Einzelne Individuen müssen unterschieden werden, wenn es beim Verhalten individuelle Unterschiede gibt, z. B. durch individuelles Lernen. Sie sind auch wesentlich bei Untersuchungen der Sozialstruktur sozial lebender Tierarten, zum Beispiel der Menschenaffen. Außerdem ist sie wichtig bei der Untersuchung von Wanderungs- und Migrationsvorgängen, zum Beispiel Wanderungsdistanzen bei Zugvögeln.

## Identifizierung zur Abschätzung der Siedlungsdichte
Eine Reihe von Verfahren zur Abschätzung der Siedlungsdichte oder Populationsgröße von Tierarten, insbesondere sehr mobilen und solchen mit sehr großen Aktionsradien oder solchen mit verborgener Lebensweise mit wenig Chancen zur direkten Beobachtung, beruhen auf dem Fang von Individuen mit Markierung (oder andersartiger individueller Kennung) mit anschließender Freilassung unter Mischung mit den unmarkierten Individuen der Population. Durch anschließenden Wiederfang (deshalb engl. mark - recapture) kann aus dem Anteil der markierten Individuen zu den insgesamt gefangenen Individuen beim zweiten Fang indirekt die gesamte Populationsgröße abgeschätzt werden. Im einfachsten Fall handelt es sich um einen einfachen Dreisatz, bei dem aus drei bekannten Größen (Anzahl der markierten Individuen, Anzahl der unmarkierten Individuen beim zweiten Fang, Anzahl der markierten Individuen beim zweiten Fang) die unbekannte vierte Größe (Anzahl der insgesamt vorhandenen Individuen beim ersten Fangtermin) leicht ermittelt werden kann. Die Methode beruht auf einer Anzahl von Voraussetzungen: so darf der erste Fang die Wahrscheinlichkeit des Wiederfangs nicht verändern und außerdem dürfen sich die verwendeten Markierungen weder auf die Mortalität noch das Verhalten der markierten Individuen auswirken.

## Methoden der Identifizierung von Individuen

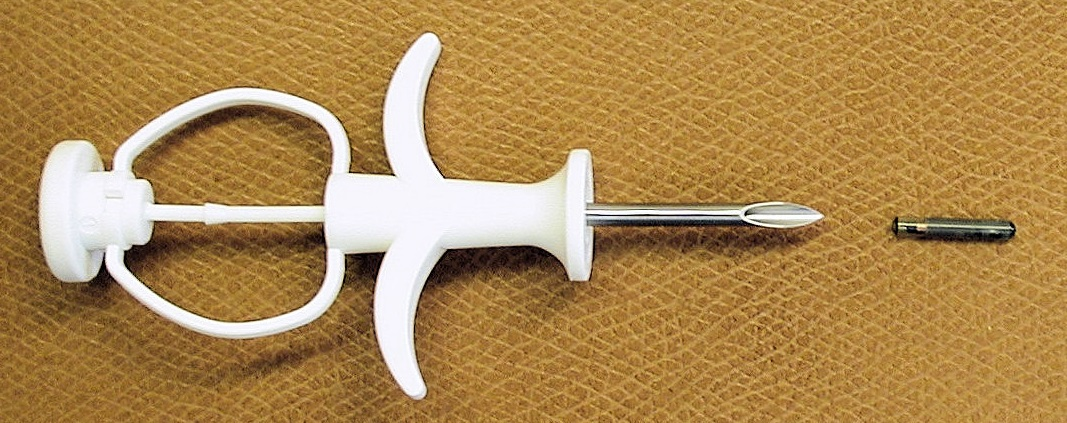
Transponder mit Einmal-Injektionswerkzeug

a) Individuelle Zeichnungsmuster. Zahlreiche Tierarten weisen Zeichnungsmuster auf, die bei jedem Individuum verschieden sind. Sind diese Zeichnungen beim Fang oder der Erstbeobachtung eines Individuums notiert worden, üblicherweise durch fotografischen Beleg, kann beim Wiederfang oder der Zweitbeobachtung das Individuum wiedererkannt werden. Diese Technik wird sehr häufig eingesetzt, z. B. beim Walhai, Großen Tümmlern, Buckelwalen, aber auch Libellen oder Amphibien.
b) Farbmarkierungen, Plaketten, Ringe. Dies ist die üblichste Methodik. Zum Beispiel beruht die Vogelberingung auf dieser Methode. Sie wird aber für eine Vielzahl anderer Anwendungen verwendet. Beispielsweise wurde die individuelle Ausbreitung von Heuschrecken mittels fluoreszierender Farbmarkierungen untersucht, die ein Wiederfinden nachts (mittels einer UV-Lampe) sehr einfach macht. Ähnliche Studien wurden auch mit reflektierenden Folien (Wiederfund mit Taschenlampe) durchgeführt.
c) Individuelle Verletzungen. Da Farbmarkierungen oft schwierig sind (Haftung, Dauerhaftigkeit) werden als Alternative manchmal kleine Verletzungen als dauerhafte Markierung gesetzt. So ist es üblich, Laufkäfer durch individuell in die Flügeldecken gebrannte Lochmuster zu kennzeichnen. Bei Amphibien erfreute sich zeitweise die individuelle Amputation einer oder mehrerer Zehen ("toe-clipping") als Identifizierungsmethode einiger Beliebtheit, da diese nur schwer mit Farbe markiert werden können. Diese Methode ist aber in den vergangenen Jahren oft kritisiert worden.
d) Genetische Marker: Da auch die DNA-Sequenz eines Individuums (bei geschlechtlich fortpflanzenden Arten) individuell ist, ist es prinzipiell möglich, sie zur Identifizierung einzusetzen. Derartige Methoden erlangen eine zunehmende Bedeutung, weil die zugrunde liegenden Techniken immer billiger werden und zunehmend im Routineeinsatz verfügbar sind. So sollen z. B. aus Kot von Wildschweinen gewonnene DNA-Sequenzen zur Bestimmung der Verbreitungsmuster und Häufigkeit der (nur sehr schwer lebend einzufangenden) Tiere genutzt werden.
e) Heimtiere, die zur Tierkennzeichnung einen Mikrochip implantiert bekommen haben, können anhand dessen beispielsweise vom Tierarzt identifiziert und anhand der Transpondernummer ihrem Eigentümer zugeordnet werden (siehe EU-Heimtierausweis).